# Sirop de jallab
Pour les articles homonymes, voir Jallab.

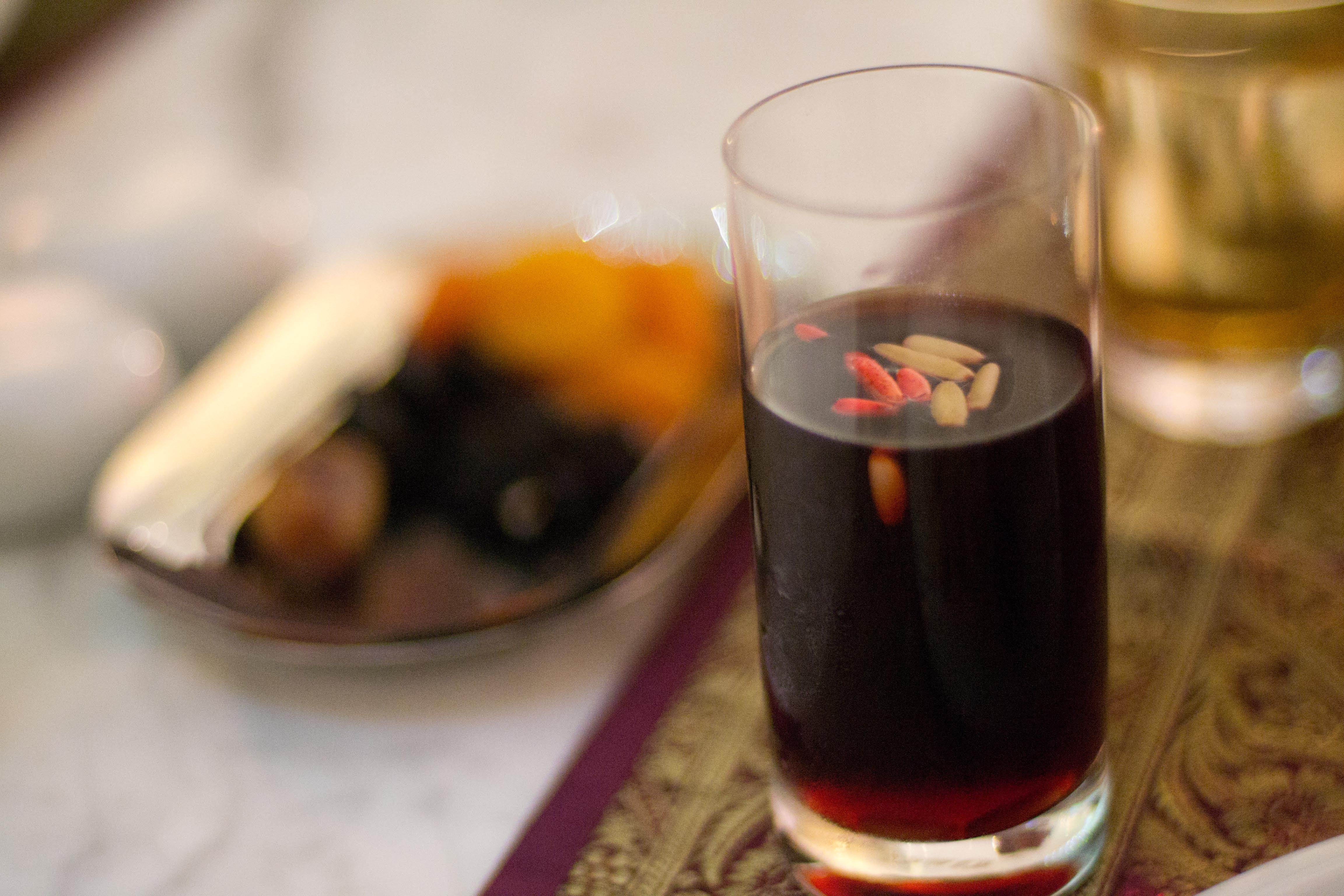
Sirop de jallab.

Le sirop de jallab est une boisson originaire du Moyen-Orient, à base de mélasse de dattes ou de mélasse de caroube.
On le mélange avec de l’eau froide ou de la glace pilée ou parfois avec de l’eau de rose et/ou du lait. On peut y ajouter des raisins secs et des pignons de pin.